# Domini-barlang
A Domini-barlang a Duna–Ipoly Nemzeti Parkban lévő Pomázon, a Holdvilág-árokban található barlang.

## Leírás
A holdvilág-árki Domini-forrástól körülbelül 200 méterrel feljebb, a völgy jobb oldalában található. Itt a völgyoldal meredek, omlásos és buja növényzettel, fákkal, cserjékkel és kúszónövényekkel fedett, így a völgytalpról nem is látszik a barlang tágas bejárata, csak a völgy túlsó oldalából.
A sziklaletörés mellett fel lehet kapaszkodni a völgyperemig, majd a barlang fölé kerülve a meredek és hasadékokkal átjárt andezittufa sziklákon le lehet ereszkedni a barlanghoz. A barlang 6 méter széles, 3,5 méter magas szája bal felé néz a körülbelül 6 méter magas függőleges leszakadás felett. A szájat hasonló szelvényű 6 méterre benyúló világos, napverte csarnok követi. E csarnokban található a már említett sok szemét és a falakon a grafittik. A csarnokból a további részt egy bal oldali egyenes részre és egy jobb oldali görbe járatra osztják a leszakadt hatalmas kőtömbök. Mindkét belső járat alját laza kőtörmelék alkotja. A barlang összhossza 15,9 méter, átlagos magassága pedig 2,8 méter.
A bejáratának eléréséhez fokozott óvatosság szükséges, ajánlott kötélbiztosítással megközelíteni.
Kőzetrepedés menti szétnyílással és kimállással keletkezett üreg. A csarnokból a lepergett kőtömbök valószínűleg azért hiányoznak, mert azt korábban emberek dobálták ki onnan.

## Kutatástörténet
Régóta ismert üreg, melyet az is jelez, hogy sok benne a szemét és falait festékszóróval felhordott graffitik éktelenítik. A barlangkutatók látókörébe csak 1991-ben került, miután Budai Kornél és Ézsiás György megvizsgálta.
Az Eszterhás István által írt Magyarország nemkarsztos barlangjainak lajstroma című, 1993-ban készült kéziratban az olvasható, hogy a Visegrádi-hegységben, a 4900-as barlangkataszteri területen, Pomázon helyezkedik el a Domini-barlang. Az andezitben létrejött barlang 10 m hosszú és 2 m magas. Az összeállításban fel van sorolva az a Magyarországon, nem karsztkőzetben kialakult, létrehozott 520 objektum (478 barlang és 42 mesterséges üreg), amelyek 1993 végéig ismertté váltak. Magyarországon 178 barlang, illetve mesterségesen létrehozott, barlangnak nevezett üreg alakult ki, lett kialakítva andezitben. A Visegrádi-hegységben 33 barlang jött létre nem karsztkőzetben.
Az 1994-ben megjelent Lychnis. Szemelvények a vulkáni kőzetekben keletkezett barlangok kutatásáról című kiadvány szerint a Magyarországon lévő olyan barlangok között, amelyek vulkanikus kőzetben jöttek létre, az 1994. nyári állapot alapján a 43. leghosszabb a Domini-barlang (Pomáz). A barlang andezitben alakult ki, 10 m hosszú és 2 m magas. Magyarországon 489, a Visegrádi-hegységben pedig 33 barlang található nem karsztkőzetben. Magyarországon 178 barlang alakult ki andezitben. 1997-ben Eszterhás Istvánék kutatták át részletesen.
A 2001. november 12-én készült Magyarország nemkarsztos barlangjainak irodalomjegyzéke című kézirat barlangnévmutatójában szerepel a Domini-barlang. A barlangnévmutatóban fel van sorolva 5 irodalmi mű, amelyek foglalkoznak a barlanggal. A 364. és a 366. tételek nem említik, a 363. és a 365. tételek említik. A 2014. évi Karsztfejlődésben megjelent tanulmányban az olvasható, hogy a Visegrádi-hegység 12. leghosszabb barlangja a 15,9 m hosszú és 3,5 m magas Domini-barlang. A bivakolásra alkalmas barlangban előfordul szemét. A Visegrádi-hegység 101 barlangjának egyike a Pomázon fekvő Domini-barlang. A publikációhoz mellékelt, a Visegrádi-hegység 10 m-nél hosszabb barlangjainak elhelyezkedését bemutató ábrán látható a barlang földrajzi elhelyezkedése. A helyszínrajzot Eszterhás István szerkesztette.

## További irodalom
- Eszterhás István: Vulkánszpeleológia. A Magyar Karszt- és Barlangkutató Társulat tanfolyami jegyzete. Budapest, 1994. 49 old.